# Marozia
Maria, nota come Marozia (Roma, 890 circa – Roma, prima del 936), è stata una nobile italiana, figlia di Teodora e del Senatore di Roma Teofilatto. Fu Regina consorte d'Italia. È stata ritenuta, senza fonti certe, sorella di Adalberto II di Toscana.
Si racconta che fosse una donna molto bella e spregiudicata. Dominò per un ventennio su Roma e sulla Chiesa cattolica del X secolo. Nonostante fosse, come la madre, analfabeta, con l'astuzia e la seduzione Marozia riuscì a stringere forti alleanze e potenti amicizie per costruire il suo potere.

## Biografia
Appena quindicenne fu la concubina di papa Sergio III, suo cugino, conosciuto quando era vescovo di Caere (l'attuale Cerveteri), da cui avrebbe avuto un figlio di nome Giovanni, successivamente salito al soglio pontificio con il nome di Giovanni XI. L'esistenza stessa della relazione, che si daterebbe intorno al 907, è  però controversa: gran parte degli autori ha accettato il racconto di Liutprando di Cremona, che nella sua Antapodosis definisce la relazione «nefarium adulterium»; altri, tra cui Pietro Fedele e il Brezzi, considerano invece il concubinaggio una maldicenza senza fondamento.
Marozia si sposò tre volte e tutti i suoi matrimoni furono politici. Nel 909, già incinta, sposò Alberico di Spoleto; il figlio fu poi legittimato. Altre fonti sostengono che il matrimonio con Alberico avvenne più tardi, verso il 915, volto comunque a legalizzare la loro unione concubinaria. Alberico e Marozia ebbero poi altri quattro o forse cinque figli: al primo fu dato il nome di Alberico (911/912-954), a cui seguirono Costantino, Sergio (che sarebbe diventato vescovo di Nepi), una figlia di nome Berta e forse un’altra figlia. Marozia si era unita al marito, molto più anziano, per due caratteristiche del consorte che lei apprezzava molto: la posizione di potere e l'ambizione di accrescerlo ulteriormente. Nel 914 Alberico si alleò con papa Giovanni X e nel 915, insieme alle truppe pontificie, sconfisse i Saraceni al Garigliano. Venne nominato console di Roma, ma lasciò presto Marozia vedova in quanto fu ucciso a Orte nel 924.
Nel 926 Marozia ritentò la scalata al potere sposando Guido, marchese di Toscana, un oppositore del Pontefice. Da questo momento Marozia diventò la principale nemica di Giovanni X. Nel maggio 928 a Marozia riuscì l'assalto della residenza del Papa (il Laterano), che fu imprigionato e deposto. Giovanni X morì poco dopo in prigione, probabilmente soffocato. Guido diventò il signore di Roma. Marozia pilotò l'elezione dei tre papi successivi: tra il 928 e il 929 furono eletti Leone VI e Stefano VII.
Nel 931 Marozia riuscì ad imporre sul trono pontificio il suo primogenito, appena ventunenne, che prese il nome di Giovanni XI. Il nuovo Papa, di carattere debole, fu un docile strumento nelle mani di Marozia, che fu considerata la padrona di Roma. Quasi contemporaneamente alla consacrazione di Giovanni XI moriva il secondo marito, Guido. Infine, nel 932 Marozia si sposò per la terza volta col cognato Ugo di Provenza (Re d'Italia dal 926 al 947). Ugo, fratello di Guido, non avrebbe potuto sposare Marozia ma, spergiurando, dichiarò d'essere figlio illegittimo del proprio padre.
Marozia progettò l'incoronazione di Ugo a imperatore, sfruttando la propria influenza sul figlio Papa. I suoi progetti furono sventati da Alberico II, suo secondo figlio e fratellastro di Giovanni XI. Alberico II cacciò Ugo dall'Urbe, fece arrestare la madre e confinò Giovanni XI nel palazzo papale del Laterano, rimanendo così padrone incontrastato di Roma dal 932 alla morte, avvenuta nel 954. Da quel momento non si ebbero più notizie di Marozia. Secondo alcuni, venne imprigionata a Castel Sant'Angelo e finì i suoi giorni reclusa in convento. Morì in un anno precedente al 936 e fu sepolta nel monastero dei Santi Ciriaco e Nicola sulla via Lata.
Lo storico Edward Gibbon sostenne che la storia dell'ambiziosa Marozia abbia ispirato la leggenda della Papessa Giovanna, alla quale si diede credito per secoli, fino alla Riforma protestante.

## Giudizi storici
Secondo Liutprando da Cremona: «Mariozza, bella come una dea e focosa come una cagna, viveva nel cubicolo del Papa e non usciva mai dal Laterano»; giudizio ripreso da Cesare Baronio.
La storiografia più recente ha formulato un giudizio meno drastico: «Gli studiosi più aggiornati, senza giurare che Marozia fosse un esempio di cristiana modestia, sono convinti che la sua autorità dovesse posare su una base più solida della lussuria e del vizio. Marozia doveva avere molto ingegno, molta abilità e pochi scrupoli».